# Гелета Василь Архипович
Василь Архипович Гелета (1918—1981) — радянський військовий льотчик, Герой Радянського Союзу (1945), кандидат технічних наук.

## Життєпис
Василь Гелета народився 8 травня 1918 року в селі Чортория (тепер  — Іллінецький район Вінницької області України) в селянській родині, українець. Закінчив середню школу, вступив до Українського бібліотечного інституту.
В 1938 році призваний на службу в РСЧА Харківським міським військкоматом. В 1940 році закінчив Мелітопольське військово-авіаційне училище.
Учасник Другої світової війни з червня 1941 по травень 1945. Воював на Південно-Західному, Сталінградському, Вороніжському, 1-му Українському фронтах на посаді штурмана ескадрильї 797 — го Дембіцького бомбардувального авіаційного полку 202-га бомбардувальна авіаційна дивізія, 4-й авіаційний корпус, 2-га повітряна армія.
До травня 1945 року старший лейтенант Василь Гелета здійснив 169 бойових вильотів. Проводив бомбардування скупчень живої сили і бойової техніки ворога, знищив 40 автомашин, 13 танків, 2 ешелони з паротягами, 20 візків, 10 вагонів, 8 гармат, 12 кулеметів, 3 цистерни з пальним, 3 склади, 2 мости, 3 доти, 40 будинків, 10 коней і понад 200 ворожих солдатів і офіцерів. На землі знищив 4 літаки ворога, в повітряних боях збив 1 особисто і 1 в групі.
Указом Президії Верховної Ради СРСР від 27 липня 1945 року за «зразкове виконання бойових завдань командування на фронті боротьби з німецькими загарбниками» старшому лейтенанту Василю Гелеті було надано звання Герой Радянського Союзу з врученням ордену Леніна і медалі Золота Зірка за номером 7895.
З лютого 1946 року Гелета В. А. був штурманом авіаційного полку. В 1947—1950 роках навчався на штурманському факультеті Військово-повітряної академії, з вересня 1950 року викладав в названій академії. В 1953 році закінчив ад'юнктуру по кафедрі бомбардувальної підготовки. Кандидат технічних наук.
З липня 1960 року Гелета В. А. служив в Ракетних військах стратегічного призначення на посаді старшого викладача Харківського вищого військового командно-інженерного училища.
З вересня 1961 року у Центральному НДІ № 4 Міністерства оборони СРСР старший науковий співробітник, начальник лабораторії, заступник начальника відділу, з 1968 року начальник відділу. Брав участь у розробці, випробовуваннях і прийнятті на озброєння ракетних комплексів.
В липні 1973 року Гелета В. А. у званні полковника звільнений в запас. Проживав в смт Моніно, Щолковського району, Московської області. Помер 11 жовтня 1981 року, похований на Монінському гарнізонному військовому кладовищі.

## Вшанування пам'яті

В смт Моніно, де провів останні роки життя Гелета В.А., на будинку №8 по вул. Авіаційній встановлено меморіальну табличку.